# یاغ‌بستلو
یاغ‌بستلو یکی از روستاهای استان آذربایجان شرقی است که در دهستان اوچ‌هاچا بخش مرکزی شهرستان اهر واقع شده‌است.این روستا ۸۵ نفر جمعیت دارد. در گویش محلی بصورت یابستلی(Yaabastli) تلفظ می گردد.

## موقعیت جغرافیایی
این روستا جز معدود روستا های هست که همه زمین های کشاورزی آن به کشت درختان میوه اختصاص یافته است و در سال 1386 توسط کانال آبیاری تمامی زمین های آن به سیستم قطره ای مجهز گردید. غالب درختان منطقه درخت سیب می باشد ولی بنا به سلیقه باغداران درخت های مختلفی اعم از گیلاس، آلبالو، زردآلو، گلابی و … کاشت شده اند.

### ویژگی ها
در این روستا هیچ گونه دامپروری وجود ندارد، که مساحت کل باغات بیش از 280هکتار می باشد. این باغات بوسیله سیستم قطره ای آبیاری می شوند و درختکاری منظم و با فاصله های یکسان و برابر، علاوه بر ملاحظات کشاورزی جلوه زیبایی به باغات بخشیده است. همچنین طبیعت زیبا و رودخانه های گذرنده از میان باغات در محدوده ای موسوم به قیزیل قیه زیبایی منطقه رو دوچندان نموده است. فاصله یک کیلومتری آن به شهر اهر باعث مهاجرت معکوس گردیده در حال حاضر بیش از 30درصد اهالی از شهر به روستا مهاجرت کرده اند درصد باسوادی روستا چیزی بالغ بر97 درصد می باشد اکثر جوانان این روستا تحصیلات دانشگاهی دارند. همچنین جذابیت های خاص منطقه باعث جلب توجه شهروندان جهت سرمایه گذاری و همچنین احداث ویلاهای مختلف شده است.